# تخطيط استخدام الأراضي

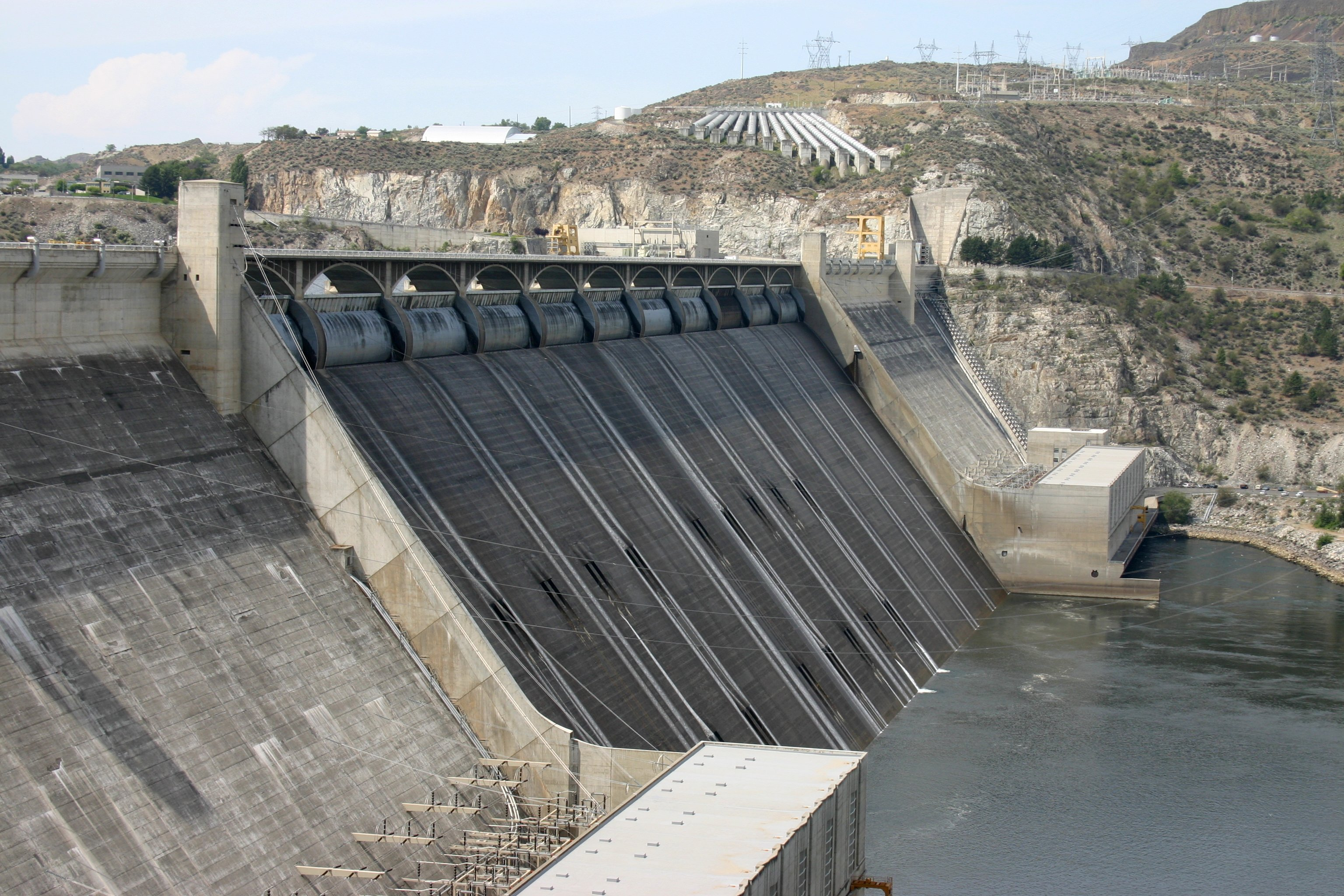
سد جراند كولي في يونيو 2009.

تخطيط استخدام الأراضي هو عملية تنظيم استخدام الأرض من قبل سلطة مركزية. عادة، يتم القيام بذلك لتعزيز المزيد من النتائج الاجتماعية والبيئية المرغوبة بالإضافة إلى استخدام أكثر كفاءة للموارد. وبشكل أكثر تحديدًا، غالبًا ما تتضمن أهداف التخطيط الحديث لاستخدام الأراضي الحفاظ على البيئة، وضبط الزحف العمراني، وتقليل تكاليف النقل، ومنع النزاعات على استخدام الأراضي، وتقليل التعرض للملوثات. في السعي لتحقيق هذه الأهداف، يفترض المخططون أن تنظيم استخدام الأرض سيغير أنماط السلوك البشري، وأن هذه التغييرات مفيدة. الافتراض الأول، أن تنظيم استخدام الأراضي يغير أنماط السلوك البشري مقبول على نطاق واسع. ومع ذلك، فإن الافتراض الثاني -أن هذه التغييرات مفيدة- محل خلاف، ويعتمد على الموقع واللوائح التي تُنَاقَش.
في التخطيط الحضري، يسعى تخطيط استخدام الأراضي إلى ترتيب وتنظيم استخدام الأراضي بطريقة فعالة وأخلاقية، وبالتالي منع النزاعات في استخدام الأراضي. تستخدم الحكومات تخطيط استخدام الأراضي لإدارة تطوير الأراضي داخل ولاياتها القضائية. عند القيام بذلك، يمكن للوحدة الحكومية التخطيط لاحتياجات المجتمع مع الحفاظ على الموارد الطبيعية. ولهذه الغاية، فإن التقييم المنهجي لإمكانيات الأراضي والمياه، والبدائل لاستخدام الأراضي، والظروف الاقتصادية والاجتماعية من أجل اختيار وتبني أفضل خيارات استخدام الأراضي. غالبًا ما يكون أحد عناصر الخطة الشاملة، خطة استخدام الأراضي توفر رؤية للإمكانيات المستقبلية للتطوير في الأحياء أو الأحياء أو المدن أو أي منطقة تخطيط محددة.
في الولايات المتحدة، غالبًا ما تستخدم مصطلحات تخطيط استخدام الأراضي والتخطيط الإقليمي والتخطيط الحضري والتصميم الحضري بالتبادل، وستعتمد على الولاية و/ أو المقاطعة و/ أو المشروع المعني. على الرغم من التسميات المربكة، تظل الوظيفة الأساسية لتخطيط استخدام الأراضي كما هي بغض النظر عن المصطلح المطبق. يقدم المعهد الكندي للمخططين تعريفًا مفاده أن تخطيط استخدام الأراضي يعني التصرف العلمي والجمالي والمنظم للأراضي والموارد والمرافق والخدمات بهدف ضمان الكفاءة المادية والاقتصادية والاجتماعية، والصحة والرفاهية في المناطق الحضرية والمجتمعات الحضرية والريفية. تنص جمعية التخطيط الأمريكية على أن الهدف من تخطيط استخدام الأراضي هو تعزيز رفاهية الناس ومجتمعاتهم من خلال خلق بيئات ملائمة وعادلة وصحية وفعالة وجذابة للأجيال الحالية والمستقبلية.